# Útěchovice
Útěchovice (en allemand : Groß Autiechowitz) est une commune du district de Pelhřimov, dans la région de Vysočina, en République tchèque. Sa population s'élevait à 61 habitants en 2024.

## Géographie
Útěchovice se trouve à 9,3 km au nord-ouest de Pelhřimov, à 35,5 km à l'ouest-sud-ouest de Jihlava e à 84 km au sud-est de Prague.
La commune est limitée par Mašovice au nord, par Červená Řečice à l'est, par Pelhřimov à l'est et au sud-est, par Útěchovičky au sud et au sud-ouest, et par Bořetice à l'ouest.

## Histoire
La première mention écrite de la localité date de 1300.

## Transports
Par la route, Útěchovice se trouve à 12,7 km de Pelhřimov, à 44 km de Jihlava et à 105 km de Prague.